# Рушевине цркве у Љубижди
Рушевине цркве у Љубижди, насељеном месту на територији општине Ораховац, на Косову и Метохији, представљају непокретно културно добро као споменик културе.
Рушевине цркве се налазе у западном делу села Љубижде, на потезу Ливада. Саграђена је као једнобродна грађевина са сачуваним фрагментима фресака. Време подизања цркве није познато, али се у историјским изворима помиње да је 1693. године из те цркве у Призрен пренета рукописна књига Молебник.

## Основ за упис у регистар
Решење Покрајинског завода за заштиту споменика културе у Приштини, бр. 553 од 26. 7. 1966. г. Закон о заштити споменика културе (Сл. гласник СРС бр. 1/59).